# Automotrice FFS BDe 4/4 II
L'automotrice BDe 4/4 II delle Ferrovie federali svizzere (FFS) era un'elettromotrice a scartamento normale concepita per il servizio sulla ferrovia Ginevra-La Plaine.

## Storia
L'elettrificazione della ferrovia Ginevra-La Plaine a 1500 V a corrente continua pose le FFS di fronte alla necessità di procurarsi del materiale rotabile atto ad espletare il servizio locale sulla linea. Della costruzione vennero incaricate le ditte SWS per la parte meccanica e SAAS per quella elettrica. Le elettromotrici entrarono in servizio come BFe 4/4 881 e 882; in seguito vennero rinumerate come BDe 4/4 II 1301 e 1302. L'entrata in servizio nel 1994 delle elettromotrici Bem 550 fece sì che l'unità 1302 potesse essere dismessa nel febbraio 1995 e la 1301 nell'ottobre dello stesso anno.

## Caratteristiche
Meccanicamente, le elettromotrici erano costituite di una cassa autoportante in acciaio saldato munita di una sola cabina di guida. Quest'ultima caratteristica presupponeva l'esercizio in coppia con una delle vetture semipilota ABt4 981 e 982 acquisite contestualmente alle elettromotrici. Le composizioni potevano essere ampliate con l'inserimento di fino a due vetture B4ü 5302-5305, munite a tal fine di un equipaggiamento servo-elettrico a 42 poli compatibile con le elettromotrici.
L'equipaggiamento elettrico delle elettromotrici era concepito per poter garantire, da una parte, l'effettuazione del servizio locale tra Ginevra e La Plaine e, d'altra parte, la possibilità di circolare, ad esempio per escursioni, sulle linee SNCF elettrificate a corrente continua, in particolare attorno ad Ambérieu-en-Bugey.

## Impiego
Le elettromotrici erano impiegate per il servizio sulla tratta fino alla stazione di frontiera di La Plaine della ferrovia che da Ginevra conduce verso Bellegarde.